# Legge di Wirth
La legge di Wirth è una legge empirica attribuita all'informatico Niklaus Wirth, che nel 1995 l'ha riportata durante un discorso, sebbene l'enunciazione originaria appartenga a Martin Reiser.
La formulazione è la seguente:
(Reiser)
La legge di Wirth viene spesso contrapposta alla più nota legge di Moore e viene erroneamente attribuita a Larry Page, fondatore di Google.